# Luis Pardo (película)
Luis Pardo es una película muda peruana del año 1927, dirigida, escrita y protagonizada por el empresario arequipeño Enrique Cornejo Villanueva. Fue considerado por la prensa y los especialistas como el primer largometraje argumental peruano, honor que recae en Camino a la venganza (1922).

## Argumento
La película está inspirada en la historia de Luis Pardo Novoa (1874-1909), un bandolero con afán justiciero que se enfrentó a los abusos de los hacendados de las serranías de Áncash y Lima antes de ser ejecutado por las autoridades de Cajacay 18 años antes.
En el filme, Luis Pardo busca vengarse del gamonal César Pradera, quien asesinó a su hermana Julia, y en el camino se enamora de Laura, quien resulta ser la hija de este.

## Reparto
El reparto de la película fue:
- Enrique Cornejo Villanueva como Luis Pardo.
- Teresa Arce como Laura Pradera, novia de Luis Pardo.
- Carmela Cáceres como Julia Pardo.
- Sara Wernicke como Luisa Torres.
- Enrique Murillo como Luis Pardo de niño.
- Federico de las Casas como Manuel Carreras.
- Rafael Villanueva
- Ernesto Otero como El Cojo, y como Demetrio Barriga.
- Vicente Nadal como El Gitano.
- César Cavero como Carlos Gutiérrez.

## Producción
Enrique Cornejo Villanueva, empresario arequipeño dueño de la empresa de calzado "Record", llevaba tiempo planeando hacer un filme sobre Luis Pardo. Debido a su inexperiencia en el área fotográfica, la filmación estuvo a cargo del italiano Pedro Sambarino y se realizó en las inmediaciones de Canta entre enero y mayo de 1927. Luego de una disputa con el actor previsto, el director interpretó al rol protagónico junto con la actriz Teresa Arce, quien había aparecido antes en la película peruana Camino a la venganza.
El filme se estrenó en el cine Excelsior de Lima el 12 de octubre de 1927 con una jarana previa donde se interpretó el vals peruano del mismo nombre.

## Conservación y restauración
La película se encuentra incompleta. En 1987 el director Alberto Durant recopiló y recuperó algunos fragmentos inéditos como base para el cortometraje El famoso bandolero.
En 2019, la Filmoteca PUCP ganó un premio del Concurso Nacional de Proyectos de Preservación Audiovisual 2019, organizado por la Dirección del Audiovisual, la Fonografía y los Nuevos Medios (DAFO) del Ministerio de Cultura, para la restauración y digitalización de los cuatro rollos de película de nitrato del filme donados por los herederos del director a la Filmoteca de Lima (actualmente preservados en la Filmoteca de la UNAM). Dicha restauración se proyectó junto al cortometraje El famoso bandolero en la Edición 26 del Festival de Cine de Lima el 9 de agosto del 2022.
En octubre de 2024, la restauración fue proyectada en el Festival de Cine Mudo de Pordenone en Italia junto a otras dos películas silentes peruanas: el cortometraje Captura del bandolero Andrés Ramos (1933) y la ficción etnográfica Bajo el sol de Loreto (1936) de Antonio Wong Rengifo.